# Savigny-lès-Beaune
Savigny-lès-Beaune é uma comuna francesa na região administrativa da Borgonha-Franco-Condado, no departamento de Côte-d'Or. Estende-se por uma área de 35,69 km². Em 2010 a comuna tinha 1 339 habitantes (densidade: 37,5 hab./km²).